# Covariància i contravariància de vectors
Covariància i contravariància són conceptes emprats freqüentment en àrees de la matemàtica i la física teòrica. Per regla general es refereixen al fet que certs objectes matemàtics, que poden representar alguna magnitud física, tenen alguna forma d'invariància de forma, és a dir, la propietat de romandre sense canvi sota un conjunt donat de transformacions.
En termes matemàtics, aquestes invariància de manera ocorren en una forma fonamental en l'àlgebra lineal i àlgebra multilineal, geometria diferencial i altres branques de la geometria, teoria de categories i topologia algebraica. En física, són importants en el tractament de vectors i altres quantitats, com els tensors. Les teories de relativitat especial (covariància de Lorentz) i relativitat general (covariància general) fan servir vectors base covariants sota canvis de coordenades.

## Idea general
En termes generals, la dualitat intercanvia covariància i contravariància, aquest és el motiu pel qual aquests conceptes es presenten junts. Per propòsits del càlcul pràctic de matrius, la matriu transposada és relativa a dos aspectes (per exemple dos conjunts d'equacions simultànies). El cas en el qual una matriu quadrada per la transposada és també la matriu inversa, és a dir, una matriu ortogonal, és un cas en què la covariància i la contravariància que poden ser tractades de la mateixa manera. Això és molt important en l'aplicació pràctica de tensors.
Una causa de major confusió és aquesta dualitat covariància/contravariància, que intervé cada vegada en la discussió de si una quantitat vectorial o tensorial és representada per les seves components. Això causa discussions en la literatura física i matemàtica per usar convencions aparentment oposades.
Aquesta no és la convenció que difereix, sinó quan una descripció intrínseca o en el sentit de components és la forma primària de pensar en les quantitats. Com el nom ho suggereix, les quantitats covariants es pensen per moviment o transformacions cap endavant, mentre que les quantitats contravariants es transformen cap enrere. Per la qual cosa depèn de si un està utilitzant qualsevol fons fix - de fet, això canvia el punt de vista.

## Ús informal
En l'ús comú de la física, l'adjectiu covariant pot ser usat informalment com a sinònim d'invariant (o equivariant), en termes matemàtics). Per exemple, l'Equació de Schrödinger no manté la seva forma escrita sota les transformacions de coordenades de la relativitat especial, així un pot dir que és no covariant. En contrast, l'Equació de Klein-Gordon i l'Equació de Dirac prenen la mateixa manera en qualsevol marc de referència coordinat de la relativitat especial: així, un pot dir que aquestes equacions són covariants o més formalment que hauríeu realment a dir que els equacions de Klein-Gordon i de Dirac són invariants que l'equació de Schrödinger no ho és, però aquest és no l'ús dominant. És de notar també que cap de les dues equacions (Klein-Gordon i de Dirac) són invariants davant transformacions de relativitat general (tampoc en el sentit covariant), i en l'ús formal, s'ha d'indicar que la invariància és pel que fa a la relativitat general.
En forma similar l'ús informal és de vegades vist pel que fa a quantitats com la massa i el temps en relativitat general: la massa és tècnicament un component del quart-moment o el tensor energia-moment, però un pot ocasionalment referir-se a la massa covariant, el que significa que és la longitud del quatre-vector moment.

## Exemples

### Vectors base covariants en l'espai euclidià ℝ3
Si e¹, e², e3 formen una base vectorial contravariant de ℝ3 (vectors no necessàriament ortogonals o de norma u) llavors els vectors base covariants del seu sistema recíproc són:
{\displaystyle \mathbf {e} _{1}={\frac {\mathbf {e} ^{2}\times \mathbf {e} ^{3}}{\mathbf {e} ^{1}\cdot (\mathbf {e} ^{2}\times \mathbf {e} ^{3})}};\qquad \mathbf {e} _{2}={\frac {\mathbf {e} ^{3}\times \mathbf {e} ^{1}}{\mathbf {e} ^{1}\cdot (\mathbf {e} ^{2}\times \mathbf {e} ^{3})}};\qquad \mathbf {e} _{3}={\frac {\mathbf {e} ^{1}\times \mathbf {e} ^{2}}{\mathbf {e} ^{1}\cdot (\mathbf {e} ^{2}\times \mathbf {e} ^{3})}}}
Recordeu que fins i tot si ej i ej no són ortonormals, això segueix sent vàlid per definició de mútuament ortonormal:
{\displaystyle \mathbf {e} ^{i}\cdot \mathbf {e} _{j}=\delta _{j}^{i}}
Llavors les coordenades contravariants de qualsevol vector v poden ser obtingudes mitjançant l'ús del producte escalar de v amb els vectors base contravariants:
{\displaystyle q^{1}=\mathbf {v\cdot e^{1}} ;\qquad q^{2}=\mathbf {v\cdot e^{2}} ;\qquad q^{3}=\mathbf {v\cdot e^{3}} }
De la mateixa manera, les components covariants de v poden ser obtingudes a partir del producte escalar de v amb els vectors base covariants.
{\displaystyle q_{1}=\mathbf {v\cdot e_{1}} ;\qquad q_{2}=\mathbf {v\cdot e_{2}} ;\qquad q_{3}=\mathbf {v\cdot e_{3}} }
Llavors v pot ser expressat en dues formes (recíproques).
{\displaystyle {\begin{aligned}\mathbf {v} &=\sum _{i}q_{i}\mathbf {e} ^{i}=q_{1}\mathbf {e} ^{1}+q_{2}\mathbf {e} ^{2}+q_{3}\mathbf {e} ^{3}\\\mathbf {v} &=\sum _{i}q^{i}\mathbf {e} _{i}=q^{1}\mathbf {e} _{1}+q^{2}\mathbf {e} _{2}+q^{3}\mathbf {e} _{3}\end{aligned}}}
És a dir, el vector v és una combinació lineal dels vectors base del sistema de coordenades corresponent.
Els índexs de les coordenades contravariants, vectors, i tensors són superíndexs (però vegeu dalt, i noteu la convenció en l'ús de la notació). Si els vectors base contravariants són ortonormals llavors són equivalents als vectors base covariants, així que no hi ha necessitat de distingir entre coordenades covariants i contravariants i tots els índexs són superíndexs.